# Guardiaregia
Guardiaregia – miejscowość i gmina we Włoszech, w regionie Molise, w prowincji Campobasso.
Według danych na rok 2004 gminę zamieszkiwało 776 osób, 18,9 os./km².